# Сахаджанпур
Сахаджанпур (англ. Sahajanpur) — деревня в округе Хардой штата Уттар-Прадеш, Индия. Население — 3000 человек (2011). В деревне действуют три начальные школы.